# Ködmön Károly
Ködmön Károly (1933. szeptember 6. – 2013. november 9.) magyar okleveles könyvvizsgáló, igazságügyi könyvszakértő, eszperantista. Felesége, Ködmön Károlyné festőművész, eszperantó tanár, a tatai eszperantó csoport titkára. Ködmön Károly Tatán élt.

## Életpályája
A Generál Kereskedelmi Rt. gazdasági igazgatója, részt vett a cég átalakításában, a magyarországi SPAR megalakításánál.
Haláláig 50 éven át tagja volt a tatai Eszperantó Csoportnak. Több eszperantó világkongresszuson vett részt. Felesége, Ködmön Károlyné is eszperantótanár.